# Vyacheslav Dmitriyevich Zudov
Vyacheslav Dmitriyevich Zudov (tiếng Nga: Вячесла́в Дми́триевич Зу́дов, 8 tháng 1 năm 1942 – 12 tháng 6 năm 2024) là một nhà du hành vũ trụ Liên Xô đã nghỉ hưu.
Ông được chọn làm phi hành gia vào ngày 23 tháng 10 năm 1965. Ông bay vào vũ trụ với chức vụ Sĩ quan chỉ huy trong chuyến du hành vũ trụ Soyuz 23 từ ngày 14 đến ngày 16 tháng 10 năm 1976. Ông nghỉ hưu ngày 14 tháng 5 năm 1987.
Zudov đã kết hôn và có hai người con.

## Giải thưởng
- Anh hùng Liên Xô
- Phi công-Phi hành gia Liên Xô
- Huy chương "Hai mươi năm Chiến thắng trong cuộc Chiến tranh Vệ quốc Vĩ đại 1941-1945"
- Huy chương "Kỷ niệm 100 năm ngày sinh Vladimir Il'ich Lenin"
- Huy chương "50 năm Lực lượng vũ trang Liên Xô"
- Huy chương "Vì Công trạng trong Thám hiểm Vũ trụ" (Liên bang Nga)